# Stafari
Stafari is een Vlaamse luchtig-educatieve televisieserie (circa 2003-04), gemaakt door productiehuis deMENSEN voor de VRT, die het heruitzendt op Ketnet. 

## Formule
In elke aflevering maakte toenmalig Ketnet-presentator Staf Coppens met zijn trouwe hond (al naargelang het seizoen Wafke of Blafke) een 'safari' waarin hij op één of twee plaatsen (zoals dierentuinen, een dolfinarium, in het wild, in of op pad met de mensen van een dierenhulpcentrum) bezoekt om er telkens meer te weten te komen over één diersoort of -type en om er vaak iets te beleven, zoals jongen voeren of helpen bij een optreden voor het publiek. In het tweede seizoen, met Blafke, werden nadien telkens humoristisch lessen getrokken.

## Afleveringen
- Het ijverige everzwijn - in de Ardennen met neef Dieter Coppens
- De toornige tijger - in de Olmense Zoo
- Het jolige jachtluipaard - twee welpen in de Olmense Zoo krijgen jachtles, een verstoten kleintje wordt gevoerd
- De witte welp - leeuwtje in de Olmense Zoo
- De potige panter - zwartepanterwelpwees in de Olmense Zoo
- De witte wolf - poolwolfgezinnetje in de Olmense Zoo
- De bouwende bever - in het wild
- De eenzame eend - op het kanaal met Siel van het Limburgs Natuurhulpcentrum
- De zalige zeeleeuw - in het Brugse dolfinarium Boudewijn Seapark, waar Staf eenmalig meespeelt in de show
- De aardige aap - maki's (halfapen), de capucijnaap en chimpansee (mensaap) in de Olmense Zoo
- De zielige zeeleeuw - in Sealife center te Blankenberge
- De donzige duif - bij een jonge duivenmelker
- De dolle dolfijn - in het Brugse dolfinarium Boudewijn Seapark
- De brommende beer - de Europese bruine beer in de Beekse Bergen
- De gekke gier - de kaapse gier (kaffergier) in het kasteel van Bouillon, waar Staf eenmalig meespeelt in Didier De Giers valkeniersshow
- De linke leeuw - in de Olmense Zoo helpt Staf welpen een chip inplanten
- De luie leeuw - in de Beekse Bergen
- De koddige condor - in dierenpark Paradisio
- De roepende ree - in het Natuurhulpcentrum Opglabbeek bij Siel en Bart
- De uitgeslapen uil - o.a. briluil en Europese oehoe in Paradisio
- Het verliefde lieveheersbeestje - met natuurvrijwilliger Tim op inventarisatie en uitgezet als luizenbestrijder
- De fratsende fret
- De schreeuwende steenmarter - in het Natuurhulpcentrum Opglabbeek bij Siel en Bart
- De hevige husky - een span sledehonden
- De hongerige haai - verpleegsterhaai en zwartpunthaai in het Sea Life Centre Blankenberge
- Het trotse trekpaard
- De struise struisvogel - in Rafs kwekerij De Roost
- Het natte nijlpaard - dwergnijlpaard in de Olmense Zoo
- De sissende slang - en andere reptielen in het serpentarium, nl. leguaan en watervaraan
- De verborgen vleermuis
- De sluwe slang - de gladde slang in de Kalmthoutse heide
- De bezige bij
- De zwervende zwaluw
- De gierende geit - op boerderij Hoeveberg, die roomijs van hun melk maakt
- De werkende waakhond - Mechelse herdershonden in militaire opleiding
- De snelle schildpad - land- en watersoorten in Paradisio
- De koffiekoe - op een boerderij

## Medewerkers achter de schermen
- Dieter Coppens
- Bart Peeters
- Carl van Dooren
- Anton Krzywzania
- Dirk Jans
- Jan Van Eyken
- Jan Woes
- Jonas Van Gestel
- Luc Baeyens
- Sven De Ruyver
- Thomas Fadeux
- Tom Meersseman
- Eddie Gregoor
- Steven Cuypers
- Koen Kohlbacher
- Gunther Verspecht
- Sven De Ruyver
- Mehdi Charni